# Zlatka Georgieva
Zlatka Georgieva (Bulgaria, 20 de julio de 1969) es una atleta búlgara retirada especializada en la prueba de 200 m, en la que consiguió ser medallista de bronce europea en pista cubierta en 1996.

## Carrera deportiva
En el Campeonato Europeo de Atletismo en Pista Cubierta de 1996 ganó la medalla de bronce en los 200 metros, con un tiempo de 23.40 segundos, tras la española Sandra Myers y la checa Erika Suchovská  (plata con 23.16 segundos).